# The Last Dangerous Visions
The Last Dangerous Visions (cu sensul de Ultimele viziuni periculoase) este o antologie nepublicată de povestiri științifico-fantastice, programată ca o continuare a antologiilor Dangerous Visions și Again, Dangerous Visions, publicate în 1967 și 1972 respectiv.  Ca și primele două, a fost planificată pentru a fi editată de Harlan Ellison, cu introduceri de Ellison.
A treia antologie proiectată a fost începută, dar, controversat, încă nu a fost finalizată. A devenit un fel de legendă în domeniul științifico-fantasticului, ca cea mai cunoscută carte nepublicată a genului. Acesta a fost anunțată inițial pentru publicare în 1973, dar nu a fost tipărită niciodată până în prezent. Ellison a fost criticat pentru tratamentul său aplicat unor scriitori care i-au trimis povestirile lor, pe care unii le estimează la un total de aproape 150. Între timp, mulți dintre acești scriitori au murit. La 28 iunie 2018, și Ellison a murit, cu antologia sa încă nepublicată. Soarta antologiei și a povestirilor trimise pentru publicare în aceasta rămâne necunoscută.
Autorul britanic Christopher Priest, a cărui povestire „An Infinite Summer” a fost acceptată pentru antologie, a scris o critică lungă a eșecului lui Ellison de a finaliza acest proiect. Eseul acestuia fost publicat pentru prima dată de Priest într-un fanzin cu un singur articol numit The Last Deadloss Visions. S-a dovedit atât de popular încât a fost retipărit de trei ori în Marea Britanie și mai târziu, sub formă de carte, care a avut o nominalizare la Premiul Hugo în 1995, carte denumită The Book on the Edge of Forever (o aluzie la episodul Star Trek scris de Ellison,  "The City on the Edge of Forever") și publicată de editura americană Fantagraphics Books. Eseul este disponibil online ca o versiune arhivată a site-ului original Internet Archive.

## Cuprins
Conținutul antologiei The Last Dangerous Visions a fost anunțat în mai multe rânduri începând cu 1973, povestirile fiind uneori adăugate, scoase sau înlocuite cu fiecare versiune anunțată. Cea mai completă versiune a fost anunțată în 1979; au fost enumerate 113 povestiri nepublicate anterior, scrise de 102 autori, care vor fi adunate în trei volume.

### Lista cuprinsului din 1979
În numărul din aprilie 1979 al revistei Locus a fost anunțat că antologia a fost vândută editurii Berkley Books, care intenționa să publice cele 700.000 de cuvinte de ficțiune în trei volume. Următoarele liste cu conținutul celor trei volume au fost publicate în numărul din iunie 1979 al revistei Locus. Titlurile povestirilor sunt urmate de un număr aproximativ de cuvinte. De asemenea, este de reținut că totalurile date pentru fiecare carte nu se potrivesc exact cu lista publicată.
Despre autorii marcați cu un „†” se știe că au decedat după depunerea lucrărilor lor pentru antologia lui Ellison.

#### Prima carte
34 de autori, 35 de povestiri, 214.250 de cuvinte.
- "Among the Beautiful Bright Children" de James E. Gunn (9100)
- "Dark Night in Toyland" de Bob Shaw† (4000) (retrasă de moștenitorii autorului după moartea sa)
- "Living Inside" de Bruce Sterling (2250)
- "The Bing Bang Blues" de Delbert Casada (2000)
- "Ponce De Leon's Pants" de Mack Reynolds† (1800)
- "The True Believer" de A. Bertram Chandler† (7000)
- "The Bones Do Lie" de Anne McCaffrey† (7000)
- "Doug, Where Are We? I Don't Know. A Spaceship Maybe" de Grant Carrington (3800)
- "Child of Mind" de Lisa Tuttle (6800)
- "Dark Threshold" de P. C. Hodgell (1500)
- "Falling From Grace" de Ward Moore† (4000)
- "The 100 Million Horses of Planet Dada" de Daniel Walther † (atât în versiunea franceză cât și cea engleză) (4200)
- "None So Deaf" de Richard E. Peck (2000)
- "A Time for Praying" de G. C. Edmondson† (7700)
- "The Amazonas Link" de James Sutherland (6000)
- "At the Sign of the Boar's Head Nebula" de Richard Wilson† (47000)
- "All Creatures Great and Small" de Howard Fast† (1200)
- "A Night at Madame Mephisto's" de Joseph F. Pumilia (1200)
- "What Used to be Called Dead" de Leslie A. Fiedler† (2800)
- "Not All a Dream" de Manly Wade Wellman† (5400)
- "A Day in the Life of A-420" de Felix C. Gotschalk† (Jacques Goudchaux) (2600)
- "The Residents of Kingston" de Doris Piserchia (5000)
- "Free Enterprise" de Jerry Pournelle† (11000)
- "Rundown" de John Morressy† (1200)
- "Various Kinds of Conceit" de Arthur Byron Cover (2000)
- "Son of 'Wild in the Streets'" de Robert Thom† (15800)
- "Dick and Jane Go to Mars" de Wilson Tucker† (7500)
- "On the Way to the Woman of Your Dreams" de Raul Judson (3800)
- "Blackstop" de Gerard Conway (5500)
- "Ten Times Your Fingers and Double You Toes" de Craig Strete (3500)
- "The Names of Yanils" de Chan Davis (9000)
- "Return to Elf Hill" de Robert Lilly (900)
- "The Carbon Dream" de Jack Dann (9500)
- "Dogs' Lives" de Michael Bishop (6000) (retrasă ulterior de autor)

#### A doua carte
32 de autori, 40 de povestiri, 216.527 de cuvinte.
- "Universe on the Turn" de Ian Watson (4200) (retrasă ulterior de autor)
- "The Children of Bull Weed" de Gordon Eklund (17000) (unele surse o denumesc "The Children of Bull Wood")
- "Precis of the Rappacini Report" de Anthony Boucher† (850) (cu postfață de Richard Matheson†)
- "Grandma, What's the Sky Made Of?" de Susan C. Lette (1500)
- "A Rousing Explanation of the Events Surrounding My Sister's Death" de David Wise (1800)
- "The Dawn Patrol" de P.J. Plauger (10000)
- "I Had No Head and My Eyes Were Floating Way Up in the Air" de Clifford D. Simak† (6600)
- "To Have and To Hold" de Langdon Jones (20000)
- "The Malibu Fault" de Jonathan Fast (1750)
- "û-1 Think, Therefore û-1 Am" de Leonard Isaacs† (1000)
- "The Taut Arc of Desire" de Philippe Curval (7200) (atât versiunea franceză cât și cea engleză)
- "A Journey South" de John Christopher† (21500)
- "The Return of Agent Black" de Ron Goulart (3800)
- "The Stone Which the Builders Rejected" de Avram Davidson† (2000)
- "Signals" de Charles L. Harness† (13125)
- "Thumbing it on the Beam and Other Magic Melting Moments" de D. M. Rowles (2000)
- "End" de Raylyn Moore† (9250)
- "Uncle Tom's Time Machine" de John Jakes (3000)
- "Adversaries" de Franklin Fisher (4700)
- "Copping Out" de Hank Davis (1000)
- "Stark and the Star Kings" de Edmond Hamilton† și Leigh Brackett† (10000)
- "The Danaan Children Laugh" de Mildred Downey Broxon (5300)
- "Play Sweetly, In Harmony" de Joseph Green (6300)
- "Primordial Follies" de Robert Sheckley† (4000)
- "Cargo Run" de William E. Cochrane (18800)
- "Pipeline to Paradise" de Nelson S. Bond† (5000)
- "Geriatric Ward" de Orson Scott Card (7000)
- "A Night at the Opera" de Robert Wissner (3000)
- "The Red Dream" de Charles Platt (9800)
- "Living Alone in the Jungle" de Algis Budrys† (1352)
- "The Life and the Clay" de Edgar Pangborn† (6500)

#### A treia carte
36 de autori, 38 de povestiri, 214.200 cuvinte.
- "Mama's Girl" de Daniel Keyes† (4000)
- "Himself in Anachron" de Cordwainer Smith† (2500)
- "Dreamwork, A Novel" de Pamela Zoline (16000)
- "The Giant Rat of Sumatra, or By the Light of the Silvery" de grupul umoristic The Firesign Theatre (5000)
- "Leveled Best" de Steve Herbst (1300)
- "Search Cycle: Beginning and Ending" de Russell Bates†
  - "The Last Quest" (2500)
  - "Fifth and Last Horseman" (5000)
- "XYY" de Vonda McIntyre† (1600)
- "The Accidental Ferosslk" de Frank Herbert† (3500)
- "The Burning Zone" de Graham Charnock (6000)
- "Cacophony in Pink and Ochre" de Doris Pitkin Buck† (5500)
- "The Accidents of Blood" de Frank Bryning† (5500)
- "The Murderer's Song" de Michael Moorcock (7500)
- "On the Other Side of Space, In the Lobby of the Potlatch Inn" de Wallace West† (6500)
- "Two From Kotzwinkle's Bestiary" de William Kotzwinkle (5000)
- "Childfinder" de Octavia E. Butler† (3250)
- "Potiphee, Petey and Me" de Tom Reamy† (17000)
- "The Seadragon" Laurence Yep (17000)
- "Emerging Nation" de Alfred Bester† (2000)
- "Ugly Duckling Gets the Treatment and Becomes Cinderella Except Her Foot's Too Big for the Prince's Slipper and Is Webbed Besides" de Robert Thurston (3500)
- "Goodbye" de Steven Utley† (2000)
- "Golgotha" de Graham Hall† (3200)
- "War Stories" de Edward Bryant† (10000)
- "The Bellman" de John Varley (11500)
- "Fantasy for Six Electrodes and One Adrenaline Drip (A Play in the Form of a Feelie Script)" de Joe Haldeman (10000)
- "A Dog and His Boy" de Harry Harrison† (4000)
- "Las Animas" de Janet Nay (6800)
- "False Premises" de George Alec Effinger†
  - "The Capitals Are Wrong" (4000)
  - "Stage Fright" (2500)
  - "Rocky Colavito Batted .268 in 1955" (5500)
  - "Fishing With Hemingway" (3000)
- "The Senior Prom" de Fred Saberhagen† (4800)
- "Skin" de A. E. van Vogt† (7000)
- "Halfway There" de Stan Dryer (3000)
- "Love Song" de Gordon R. Dickson† (6000)
- "Suzy is Something Special" de Michael G. Coney† (8000)
- "Previews of Hell" de Jack Williamson† (3000)

### Povestiri lipsă sau retrase
Următoarele opt povestiri au fost enumerate în listele publicate anterior sau se știa că au fost trimise lui Ellison pentru includere, dar nu au fost enumerate în conținutul din 1979.
- "Where Are They Now?" de Steven Bryan Bieler (vândută pentru publicare în LDV în 1984, retrasă în 1988)
- "The Great Forest Lawn Clearance Sale: Hurry Last Days!" de Stephen Dedman (conform site-ului web al autorului)
- "Squad D" de Stephen King (trimisă pentru  publicare în LDV, dar posibil nu a fost neacceptată)
- "How Dobbstown Was Saved" de Bob Leman (vândută pentru publicare în LDV în 1981)
- "The Swastika Setup" de Michael Moorcock (retrasă și înlocuită cu "The Murderer's Song")
- "An Infinite Summer" de Christopher Priest (retrasă în 1976)
- "The Sibling" de Kit Reed† (vândută pentru publicare în LDV)[5]
- "The Isle of Sinbad" de Thomas N. Scortia† (listată în Alien Critic #7, 1973, dar nu și în lista Locus)

## Povestiri care au fost publicate în altă parte
Treizeci și două de povestiri cumpărate pentru Last Dangerous Visions au fost în cele din urmă publicate în altă parte. 
1. Este posibil ca prima povestire a fost „An Infinite Summer” de Christopher Priest, care a apărut în Andromeda 1, editată de Peter Weston și publicată în 1976. (După cum este menționat mai sus, această povestire a fost retrasă din LDV, iar Ellison poate că nu a cumpărat-o niciodată.)
2. "Ten Times Your Fingers and Double Your Toes" de Craig Strete (1980)
3. "Universe on the Turn" de Ian Watson (1984)
4. Povestirea lui Michael Bishop, "Dogs' Lives", a fost publicată în numărul de primăvară al revistei The Missouri Review. Ulterior a fost reeditată în ediția din 1985 a antologiei Best American Short Stories.
5. "Signals" de Charles L. Harness (1987)
6. "Dark Night in Toyland" de Bob Shaw (1988)
7. "The Swastika Setup" de Michael Moorcock (retrasă și înlocuită cu "The Murderer's Song"; a fost publicată în 1988)
8. "What Used to be Called Dead" de Leslie A. Fiedler (1990)
9. "Living Alone in the Jungle" de Algis Budrys (1991)
10. "A Journey South" de John Christopher (1991)
11. "Himself in Anachron" de Cordwainer Smith (decedat în 1966) a fost publicată în colecția din 1993 de povestiri scurte a lui Smith, The Rediscovery of Man. Ellison  a amenințat că va da în judecată New England Science Fiction Association (NESFA) pentru publicarea "Himself in Anachron," vândută lui Ellison de văduva lui Smith.[6] Ulterior s-a ajuns la o soluție amiabilă, un scriitor de la revista Ansible dându-și seama că Ellison a consultat contractul și a descoperit că a pierdut drepturile de autor asupra poveștii din cauza întârzierilor continue ale publicări The Last Dangerous Visions.[7]
12. "Mama's Girl" de Daniel Keyes (1993,  publicată doar în japoneză)[8]
13. Lucrarea lui Nelson Bond, "Pipeline to Paradise", a fost publicată în 1995 în antologia Wheel of Fortune, editată de Roger Zelazny. A reapărut în 2002 în a doua colecție a lui Bond de la Arkham House, The Far Side of Nowhere. Ellison a recunoscut public că a solicitat povestirea de la Bond, care în acea vreme s-a retras din scris.[9]
14. "The Bones Do Lie" de Anne McCaffrey (1995)
15. În 1999, DAW Books a publicat o antologie originală intitulată Prom Night, editată de Nancy Springer (și Martin H. Greenberg, necreditat), care conține povestea LDV a lui Fred Saberhagen, "Senior Prom".
16. "Precis of the Rappacini Report" de Anthony Boucher (publicată ca "Rappaccini's Other Daughter" in 1999)
17. "The Names of Yanils" de Chan Davis (1999)
18. "How Dobbstown Was Saved" de Bob Leman a fost publicată în colecția lui Leman din 2002 Feesters in the Lake and Other Stories.
19. "Among the Beautiful Bright Children" de James E. Gunn (2002), publicată în colecția lui Gunn "Human Voices"
20. "A Dog and His Boy" de Harry Harrison (2002)
21. "The Bellman" de John Varley a fost publicată în revista Asimov's Science Fiction din 2003 și de atunci a fost reeditată de câteva ori.
22. In 2004, Haffner Press a publicat retrospectivă a lucrărilor lui Jack Williamson, Seventy-Five: The Diamond Anniversary of a Science Fiction Pioneer, în care se află și povestirea LDV, "Previews of Hell".
23. În 2005 Haffner Press a publicat o colecție extinsă cu două dintre romanele lui Edmond Hamilton din seria "Star Kings" și cu trei povestiri ale lui Leigh Brackett cu Eric Stark, colecție denumită Stark and the Star Kings. Povestirea din titlul colecției este cea îndelung pierdută de către ambii scriitori, care ar fi trebuit publicată în Last Dangerous Visions.
24. "Fantasy for Six Electrodes and One Adrenaline Drip" de Joe Haldeman (pe care Haldeman a considerat-o pierdută până la găsirea unei copii vechi a manuscrisului) a fost publicată în colecția sa din 2006 A Separate War and Other Stories.
25. "Where Are They Now?" de Steven Bryan Bieler a apărut în numărul din vara anului 2008 (Volumul VII, nr. 4) al revistei online Slow Trains.[10]
26. În 2008, Orson Scott Card a publicat povestirea "Geriatric Ward" în colecția sa de ficțiune scurtă, Keeper of Dreams.
27. "The Sibling" de Kit Reed (a fost publicată ca "Baby Brother" în 2011)[11]
28. "At the Sign of the Boar's Head Nebula" de Richard Wilson (2011)
29. "Childfinder" de Octavia E. Butler (2014)[12]
30. "The Accidental Ferosslk" de Frank Herbert (publicată ca "The Daddy Box" în 2014)
31. "I Had No Head and My Eyes Were Floating Way Up In the Air" de Clifford D. Simak (2015)[13]
32. "Love Song" de Gordon R. Dickson, publicată în "The Best of Gordon R. Dickson, Volume 1" (2017)